# Teenage Jesus & the Jerks
Teenage Jesus & the Jerks was een invloedrijke postpunkgroep uit New York, die deel uitmaakte van de no-wavebeweging in deze stad. De groep werd opgericht door saxofonist James Chance en Lydia Lunch. De groep was actief van 1976 tot 1979 en heeft enkel een paar singles uitgebracht.

## Geschiedenis
De band werd in 1976 opgericht door de toen zestienjarige Lydia Lunch en James Chance evenals Reck en Bradley Field, maar Chance verliet de groep zeer snel en richtte The Contortions op. Teenage Jesus bleef een trio, met Lunch als hoofd. Reck verliet de band in 1978 en keerde terug naar Japan. Hij werd later gevolgd door Jim Sclavunos en Gordon Stevenson als bassist. In 1978 waren ze een van de vier bands die Brian Eno selecteerde voor de No New York-sampler, het centrale document van de no wave. Naast de vier nummers daarop bracht de band slechts twee singles en twee korte maxi-singles uit. In 1979 ontbond Lunch de band. In 2008 was er een reünie voor optredens in Londen en New York, in 2009 toerde de band door Europa. Veel van de leden bleven actieve muzikanten. James Chance, die The Contortions oprichtte, en Lydia Lunch begon succesvolle solo-carrières. Reck richtte in Japan de invloedrijke no-wave band Friction op, Jim Sclavunos speelde onder meer met Lunch bij 8 Eyed Spy, The Cramps, Nick Cave & The Bad Seeds en The Vanity Set.
Haar hele werk (inclusief enkele nummers die voor het eerst zijn gepubliceerd in 2008) omvat niet meer dan 15 verschillende nummers met een totale duur van ongeveer 20 minuten, live-uitvoeringen duurden zelden langer dan 10 minuten. Lunch speelde slide-gitaar, maar liet alle snaren open, dus ze speelde geen akkoorden, haar zang was meestal extreem luid geschreeuw. De stukken waren volledig ritmisch, vaak extreem kort met een lengte van minder dan 30 seconden. Teenage Jesus and the Jerks waren een van de belangrijkste bands van de no wave en beïnvloedden vooral latere New Yorkse bands zoals Sonic Youth.

## Discografie
Originele publicaties:
- 1979: No New York (sampler)
- 1979: Baby Doll (7" vinyl, Migraine Records)
- 1979: Orphans/Less of Me (7" vinyl, Migraine Records)
- 1979: Pre Teenage Jesus And The Jerks (12" vinyl, ZE Records)
- 1979: Teenage Jesus And The Jerks (12" vinyl, ZE Records)

Werkeditie:
- 2008: Shut Up And Bleed (cd)